# 하프와 친구들
《하프와 친구들》(영어: Harp and Friends)는 EBS와 토이트론이 만든 대한민국의 애니메이션으로, 2022년 3월 2일부터 7월 7일까지 EBS 1TV에서 방영했고, 12월 29일에 스페셜로 방영했다. 시즌 2는 2024년 11월 27일부터 2025년 1월 23일까지 같은 채널에서 방영되었다.

## 방송 일시
| 방송 채널 | 방송일                                                     | 방송 시간 |
| --------- | ---------------------------------------------------------- | --------- |
| EBS 1TV   | 2022년 3월 2일 ~ 7월 7일2024년 11월 27일 ~ 2025년 1월 23일 | 종료      |

## 등장인물
- 하프(바다표범)
- 윙크(바다표범)
- 호프(바다표범)
- 뭉크(바다표범)
- 랄라(눈사람)
- 폴라(북극곰)
- 포포(펭귄)
- 나나(펭귄)
- 밍크(고래)
- 핑크(고래)
- 토드(북극여우)
- 민트(북극토끼)
- 꼬물이(바다거북)
- 크라켄(문어)

## 목소리 출연
- 김은아: 하프
- 정혜원: 윙크
- 이명호: 호프
- 최승훈: 뭉크
- 소연: 랄라
- 엄상현: 폴라
- 전태열: 포포, 밍크
- 전해리: 핑크, 민트
- 김아롱: 나나
- 이상준: 토드

## 제작진
- 제작지원: 방송통신위원회, 방송통신발전기금
- 책임프로듀서: 안소진
- 프로듀서: 신진수
- 애니메이션
  - 책임프로듀서: 이영은
  - 프로듀서: 조홍준, 이지혜, 조윤아
  - 총감독: 오자균
  - 연출감독: 송길헌
  - 시나리오: 박지연, 이밝음, 곽희빈
  - 구성: 이경화, 이다경
  - 3D 기술 감독: 오건
  - 3D 캐릭터 제작: 강승수
  - 3D 배경/소품 제작: 강승수, 홍율하
  - 3D 라이팅: 오건
  - 3D 텍스쳐: 김병기, 이주경, 박윤희
  - 미술감독: 김병기
  - 캐릭터 디자인: 송길헌, 김병기
  - 배경/소품 디자인: 홍율하, 이주경, 박윤희
  - 색채 디자인: 홍율하, 이주경, 박윤희
  - 스토리보드: 송길헌, 이기석, 김용식, 정진찬, 진의영, 김현욱, 구유연, 이의석
  - 메인 제작 데스크: 박성준
  - 메인 프로덕션: ㈜미소, ㈜keson, ㈜크리스미디어
  - 편집: 민경호
  - 음악: GG Sound
  - 음악 감독: 이나리
  - 오프닝/엔딩 작사/작곡: 이나리, 정진욱
  - 오프닝 노래: 김은아
  - 엔딩 노래: 사문영
  - 음향 효과: DOOROO
  - 녹음/믹싱: 김학주
- 종합제작
  - 사업총괄: 이영은
  - 마케팅: 육수정
  - 해외사업: 봉수미
  - 라이선스 사업: 이지혜
  - 상품개발: 민수진, 이라영
  - 영상사업: 조윤아
  - 디자인: 민수진, 김다희
  - 디자인 검수: 조윤아
  - 유통사업: 박경수, 강범구, 김성수, 김성진, 전익현
  - 회계관리: 노태우, 안헌희
  - 홍보 마케팅: 이혜옥, 이경한, 박수지
  - 광고 마케팅: 이진성, 전경진
  - 미디어 배급: 장대한
  - 음향 감독/기술 감독: 정민희
  - 연출: 전경진
  - 제작투자: ㈜토이트론, EBS, kt alpha, SBA, ㈜디피에스
  - 제작총괄: 배영숙, 남진규
- 기획: EBS
- 제작: ㈜토이트론 / EBS / kt alpha / SBA / ㈜디피에스

## 방영 목록

### 시즌 1
| 회차       | 제목                                 | 방송 일자                      |
| ---------- | ------------------------------------ | ------------------------------ |
| 제1화      | 두둥실 윙크이게 뭘까?                | 2022년 3월 2일2022년 3월 3일   |
| 제2화      | 작은 뭉크의 대모험살아있는 눈꽃열매  | 2022년 3월 9일2022년 3월 10일  |
| 제3화      | 호프가 왜 그러지?붕어빵 만들기       | 2022년 3월 16일2022년 3월 17일 |
| 제4화      | 보글보글 해저화산바다 밑 무언가?     | 2022년 3월 23일2022년 3월 24일 |
| 제5화      | 누가 윙크야?포포의 빙수              | 2022년 3월 30일2022년 3월 31일 |
| 제6화      | 포포는 나나를 좋아해우리는 낚시 친구 | 2022년 4월 6일2022년 4월 7일   |
| 제7화      | 목소리가 너무 커크리스마스 선물      | 2022년 4월 13일2022년 4월 14일 |
| 제8화      | 왕주먹 펀치이상한 수정구슬           | 2022년 4월 20일2022년 4월 21일 |
| 제9화      | 눈꽃섬 컬링왕은 누구?북극여우 토드   | 2022년 4월 27일2022년 4월 28일 |
| 제10화     | 윙크 여행사헤엄치는 법이 기억 안 나  | 2022년 5월 4일2022년 5월 5일   |
| 제11화     | 미지의 삼각지대하프와 행운의 돌      | 2022년 5월 11일2022년 5월 12일 |
| 제12화     | 인기투표새 친구는 어려워             | 2022년 5월 18일2022년 5월 19일 |
| 제13화     | 매너티를 찾아라달에 가고 싶어        | 2022년 5월 25일2022년 5월 26일 |
| 제14화     | 통나무 속의 사투회색바람             | 2022년 6월 1일2022년 6월 2일   |
| 제15화     | 밍크, 핑크의 집짓기얼음 동상         | 2022년 6월 8일2022년 6월 9일   |
| 제16화     | 친해지고 싶어똑딱똑딱 초롱 불빛      | 2022년 6월 15일2022년 6월 16일 |
| 제17화     | 장난꾸러기의 백야하프네 집의 손님    | 2022년 6월 22일2022년 6월 23일 |
| 제18화     | 폴라의 눈잠수함 탈출기               | 2022년 6월 29일2022년 6월 30일 |
| 최종화(19) | 알렉산더를 찾아라우정의 별           | 2022년 7월 6일2022년 7월 7일   |
| 스페셜     | 눈꽃섬의 짧은 하루                   | 2022년 12월 29일               |

### 시즌 2
| 회차      | 제목                                 | 방송 일자                        |
| --------- | ------------------------------------ | -------------------------------- |
| 제1화     | 눈꽃섬의 위기폴라가 이상해요         | 2024년 11월 27일2024년 11월 28일 |
| 제2화     | 보물 상자 소동눈꽃나무 열매를 찾아서 | 2024년 12월 4일2024년 12월 5일   |
| 제3화     | 캠핑카가 사라졌다!꼬물이를 구해라!   | 2024년 12월 11일2024년 12월 12일 |
| 제4화     | 협곡을 넘어서블루동굴 대탐험         | 2024년 12월 18일2024년 12월 19일 |
| 제5화     | 블루섬에서의 하루크라켄의 습격       | 2024년 12월 25일2024년 12월 26일 |
| 제6화     | 눈꽃섬으로 가는 길무너지는 눈꽃섬    | 2025년 1월 15일2025년 1월 16일   |
| 최종화(7) | 등대섬의 비밀블루 진주의 힘          | 2025년 1월 22일2025년 1월 23일   |